# Флорес Авенданьо, Гильермо
Гильермо Флорес Авенданьо (исп. Guillermo Flores Avendaño; 1894 — 1982) — военный и политический деятель Гватемалы. 4 октября 1957 года Конституционным собранием назначенный вторым заместителем (исп. Segundo Designado) поста президента республики; был призван к несению президентских полномочий 27 октября военной хунтой, свергнувшей Луиса Гонсалеса Лопеса (первого заместителя) после всеобщих выборов 1957 года, результаты которых были аннулированы из-за фальсификации результатов. 2 марта следующего года передал власть новоизбранному президенту Хосе Мигель Идигорасу Фуэнтесу и был назначен им на пост министра обороны.